# Wolf Werner
Wolf Werner (Kalisz, 8 aprile 1942 – Kiel, 29 giugno 2018) è stato un allenatore di calcio e calciatore tedesco.

## Carriera

### Calciatore
Nativo della Polonia, come calciatore giocò nella formazione amatoriale del CfR Hardt-Mönchengladbach dal 1956 al 1962 e nel TuRa Bremen, nella Amateurliga, dal 1965 al 1967.

### Allenatore
Dal 1979 al 1987 fu assistente dell'allenatore del Borussia M'gladbach, finché nel 1987 non assunse l'incarico di allenatore, che mantenne sino al 1989. Con il Borussia Mönchengladbach divenne due volte campione nazionale delle giovanili e raggiunse il 6º e il 7º posto in Bundesliga con la prima squadra. Passò alla storia del club come il primo allenatore del Borussia a terminare la sua esperienza in panchina prima della fine del contratto.
In seguito allenò il Bayern Monaco II (1990-1992) e il SV Wilhelmshaven.
Dal 1º luglio 1996 guidò le giovanili del Werder Brema con buoni risultati. Il 1º aprile 2007 firmò per il Fortuna Düsseldorf. Il 12 novembre passò ad allenare il Fortuna diventandone prima l'allenatore ad interim, dopo l'esonero del precedente tecnico della squadra, che aveva totalizzato 2 vittorie nelle ultime 8 partite.